# 蠪姪
蠪蛭，是神话中有九头九尾的狐形生物，爪子像老虎，叫声像婴儿，且会吃人。